# Christina Vukicevic
Christina Vukicevic (ur. 18 czerwca 1987 w Lørenskog) – norweska lekkoatletka pochodzenia serbskiego, która specjalizuje się w biegu na 100 m przez płotki.
Piąta zawodniczka mistrzostw świata juniorów w 2004 oraz wicemistrzyni Europy juniorek z 2005. W 2006 w Pekinie, podczas kolejnych mistrzostw świata juniorów zdobyła srebrny medal ustanawiając czasem 13,34 s nowy rekord Norwegii w kategorii juniorów. Również srebro zdobyła podczas młodzieżowych mistrzostw Europy w Debreczynie w 2007 roku. W tym samym sezonie brała udział w Osace w mistrzostwach świata. W 2008 bez powodzenia startowała w igrzyskach olimpijskich – ustanowiła tam jednak swój rekord życiowy: 13,05 s. Czwarta zawodniczka halowych mistrzostw Europy w 2009 roku. Podczas młodzieżowego czempionatu Starego Kontynentu w Kownie (2009) zdobyła złoto. Pierwszy sukces w gronie seniorek odniosła w 2011 zdobywając brąz halowych mistrzostw Europy. Siedmiokrotna mistrzyni kraju (2004–2010). Halowa rekordzistka Norwegii na 50 (6,81 s, 2010) i 60 metrów przez płotki (7,83 s, 2011), a także na 100 metrów przez płotki - (12,74 s, 2009).
Przez sześć lat – do marca 2011 – jej partnerem był dwukrotny mistrz olimpijski, oszczepnik, Andreas Thorkildsen. Jej ojciec – Petar Vukičević także uprawiał biegi płotkarskie, reprezentował Jugosławię na igrzyskach olimpijskich w Moskwie (1980). Bratem sportsmenki jest płotkarz, srebrny medalista mistrzostw świata juniorów z 2010 roku, Vladimir Vukicevic. 6 czerwca 2014 w Wenecji poślubiła piłkarza Vadima Demidova.

## Osiągnięcia
| Rok  | Impreza                                 | Miejsce   | Konkurencja                | Lokata     | Wynik |
| ---- | --------------------------------------- | --------- | -------------------------- | ---------- | ----- |
| 2004 | Mistrzostwa świata juniorów             | Grosseto  | bieg na 100 m przez płotki | 5. miejsce | 13,58 |
| 2005 | Mistrzostwa Europy juniorów             | Kowno     | bieg na 100 m przez płotki | 2. miejsce | 13,56 |
| 2006 | Mistrzostwa świata juniorów             | Pekin     | bieg na 100 m przez płotki | 2. miejsce | 13,34 |
| 2007 | Młodzieżowe mistrzostwa Europy          | Debreczyn | bieg na 100 m przez płotki | 2. miejsce | 13,08 |
| 2007 | Mistrzostwa świata                      | Osaka     | bieg na 100 m przez płotki | eliminacje | 13,07 |
| 2008 | Igrzyska olimpijskie                    | Pekin     | bieg na 100 m przez płotki | eliminacje | 13,05 |
| 2009 | Halowe mistrzostwa Europy               | Turyn     | bieg na 60 m przez płotki  | 4. miejsce | 8,04  |
| 2009 | Młodzieżowe mistrzostwa Europy          | Kowno     | bieg na 100 m przez płotki | 1. miejsce | 12,99 |
| 2009 | Mistrzostwa świata                      | Berlin    | bieg na 100 m przez płotki | półfinał   | 13,00 |
| 2010 | Halowe mistrzostwa świata               | Doha      | bieg na 60 m przez płotki  | półfinał   | 8,02  |
| 2010 | Superliga drużynowych mistrzostw Europy | Bergen    | bieg na 100 m przez płotki | 3. miejsce | 12,87 |
| 2010 | Mistrzostwa Europy                      | Barcelona | bieg na 100 m przez płotki | 4. miejsce | 12,78 |
| 2011 | Halowe mistrzostwa Europy               | Paryż     | bieg na 60 m przez płotki  | 3. miejsce | 7,83  |
| 2011 | I liga drużynowych mistrzostw Europy    | Izmir     | bieg na 100 m przez płotki | 1. miejsce | 12,87 |
| 2012 | Mistrzostwa Europy                      | Helsinki  | bieg na 100 m przez płotki | półfinał   | 13,23 |

## Rekordy życiowe
| Dystans | Rezultat | Miejsce  | Data       |
| ------- | -------- | -------- | ---------- |
| 100m    | 12,26    | Nadderud | 13/06/2004 |
| 200m    | 24,90    | Fagernes | 15/08/2004 |
| 100m pp | 12,74    | Hengelo  | 17/08/2009 |

## Najlepsze rezultaty według sezonów

### 100m przez płotki
| Sezon | Rezultat | Miejsce   | Data       |
| ----- | -------- | --------- | ---------- |
| 2012  | 13,17    | Helsinki  | 29/06/2012 |
| 2011  | 12,79    | Oslo      | 09/06/2011 |
| 2010  | 12,78    | Barcelona | 01/06/2010 |
| 2009  | 12,74    | Hengelo   | 17/08/2009 |
| 2008  | 13,05    | Pekin     | 01/01/2008 |
| 2007  | 13,07    | Osaka     | 27/08/2007 |
| 2006  | 13,34    | Pekin     | 18/08/2006 |
| 2005  | 13,56    | Kowno     | 23/07/2005 |
| 2004  | 13,51    | Grosseto  | 16/07/2004 |